# 멕시코독도마뱀
멕시코독도마뱀(Heloderma horridum)은 독도마뱀과 독도마뱀속에 속하는 도마뱀의 일종이다.

## 아종 및 분포
- 치아파스독도마뱀 (H. h. alvarezi) - 멕시코(치아파스주), 과테말라 북부
- 과테말라독도마뱀 (H. h. charlesbogerti) - 과테말라 남동부 고유아종.
- 시날로아독도마뱀 (H. h. exasperatum) - 멕시코(시날로아주 북부, 소노라주 남부)
- 모렐로스독도마뱀 (H. h. horridum) - 멕시코(오아하카주, 게레로주, 콜리마주, 시날로아 주 남부, 나야리트주, 할리스코주, 미초아칸주, 멕시코주, 모렐로스주).

## 형태
몸길이는 50-100cm으로 독도마뱀과 최대종이다. 아메리카독도마뱀과 비슷하지만 몸이 가늘고 길다. 체색은 황갈색이나 적갈색이고, 검은색 또는 흑갈색의 그물모양의 무늬가 있다. 머리와 다리 끝은 검다. 전신이 검은 경우도 있다. 영명의 Beaded은 "구슬같은"의 의미로, 비늘이 구슬모양처럼 솟아오른 것에서 유래했다.

## 독
물리면 환부의 붓기, 부종, 현기증, 구역질, 오한, 아나필락스 허탈 등의 증상이 나타난다. 대량의 독액이 체내에 들어간 경우는 인간에게도 매우 위험하지만, 건강한 성인이 물려도 사망하는 경우는 극히 드물게 여겨진다.

## 같이 보기
- 아메리카독도마뱀